# Pierre Dupong

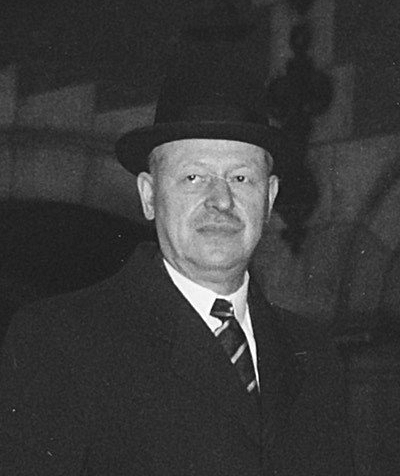
Pierre Dupong 1949

Pierre Dupong (* 1. November 1885 in Heisdorf; † 23. Dezember 1953 in Luxemburg) war ein luxemburgischer Politiker und im Januar 1914 Mitgründer der Rechtspartei (Parti de la droite), die sich damals dem Linksblock aus Sozialisten und Radikalliberalen entgegengestellt hatte.
Pierre Dupong studierte im Ausland Rechtswissenschaften und war ab 1911 als Anwalt tätig. Er wurde 1915, noch nach dem Zensuswahlrecht, im Kanton Capellen zum Abgeordneten gewählt. 1936 wurde er Minister der Finanzen, der sozialen Vorsorge und der Arbeit, ein Jahr später wurde er nach dem Referendum über das „Maulkorbgesetz“ Staatsminister und Regierungschef. Während der Besetzung Luxemburgs durch die Wehrmacht, führte Dupong vom 10. Mai 1940 bis 23. September 1944 die Lëtzebuerger Exilregierung – zunächst in Paris, anschließend über Portugal in Kanada.
Er starb 1953 aufgrund einer Embolie infolge eines Beinbruches.
In einer Broschüre, die er 1917 geschrieben hatte, wandte sich Dupong gegen eine Umbenennung seiner Rechtspartei in „Katholische Volkspartei“, weil er diese Bezeichnung für zu verengt hielt. Erst im Dezember 1944, nach der Befreiung Luxemburgs von der deutschen Besatzung, hat sich die Rechtspartei unter dem Namen Luxemburger Christlich Soziale Volkspartei (CSV) neu konstituiert. Dupong gilt heute als einer ihrer Gründerfiguren.